# Luizinho (1930–1998)
Luizinho, właśc. Luís Trochillo (ur. 7 marca 1930 w São Paulo – zm. 17 stycznia 1998 w São Paulo) – piłkarz brazylijski, występujący podczas kariery na pozycji ofensywnego pomocnika.

## Kariera klubowa
Prawie ałą piłkarską karierę Luizinho spędził w Corinthians Paulista, gdzie występował w latach 1951–1961 i 1964–1966. Podczas tego trzykrotnie zdobył mistrzostwo stanu São Paulo – Campeonato Paulista w 1951, 1952 i 1954 roku oraz trzykrotnie wygrał Turniej Rio-São Paulo w 1951, 1953, 1954 roku. Łącznie w Corinthians rozegrał 603 mecze i strzelił 175 bramek. W latach 1961–1964 występował w klubie Juventus São Paulo.

## Kariera reprezentacyjna
W reprezentacji Brazylii Luizinho zadebiutował 20 września 1955 w wygranym 2-0 meczu z reprezentacją Chile, którego stawką było Copa O'Higgins 1955. W 1956 roku Luizinho uczestniczył w Copa América 1956, na której Brazylia zajęła czwarte miejsce. Na turnieju Luizinho wystąpił w czterech meczach z: Paragwajem, Peru, Argentyną (bramka) i Urugwajem. Ostatni raz w reprezentacji Luizinho wystąpił 10 lipca 1957 w wygranym 2-0 meczu z reprezentacją Argentyny. Ogółem w reprezentacji Brazylii wystąpił 11 razy i strzelił 1 bramkę.